# Laurent-Désiré Kabila
Laurent-Désiré Kabila (1939. november 27. – 2001. január 18.) a Kongói Demokratikus Köztársaság elnöke volt 1997 májusától egészen meggyilkolásáig, 2001 januárjáig.

## Élete

### Fiatalkora
1939-ben született a Katanga (ma Tanganyika) tartományban található Baudoinville (ma Moba) falujában, a luba törzs tagjaként. Franciaországban filozófiát tanult, később Tanzániában folytatta tanulmányait.
1967-ben Kabila és támogatói Dél-Kivuban létrehozták a Népi Forradalmi Pártot (PRP) és Kína hathatós segítségével egy marxista államot alakítottak ki a tartományban. A helyi katonai vezetés tisztában volt a PRP tevékenységével, de cserébe a csempészetből és rablásokból származó profit egy részéért fegyvereket juttattak Kabila kezére. 1988-ban a PRP állama megbukott, Kabila eltűnt, sokan halottnak is gondolták.

### Politikai pályafutása
1996-ban tűnt fel ismét a politika színtéren, amikor tuszi katonák élén támadásokat kezdett hutu csapatok ellen Dél-Kivuban, és tulajdonképpen innen számítjuk az első kongói háború kezdetét. Ekkor még Burundi, Uganda és Ruanda támogatását is élvezte, és ennek a segítségnek köszönhetően harcát gyorsan a Mobutu-rezsim elleni országos lázadássá változtatta, új szervezetének, a Demokratikus Erők Szövetsége Kongó-Zaire Felszabadításáért (ADFL) élén. 1997 közepére a jelentős külföldi erők által segített ADFL menekülésre késztette Mobutut, és Kabila 1997. május 17-én Lubumbashiban bejelentette a győzelmét, az alkotmány felfüggesztését, és az ország nevét Zairéről Kongói Demokratikus Köztársaságra változtatta. Május 20-án ünnepélyes keretek között bevonult Kinshasába és átvette az elnöki posztot.
Elkötelezett marxista volt, de politikája és intézkedései a kapitalizmus jegyeit is magukon hordozták, ennek megfelelően egyes nyugati államok üdvözölték hatalomra jutását. Kritikusainak száma azonban az idő múlásával szaporodott, ahogy tapasztalhatóvá vált, Kabila totalitárius rezsimet épít, korrupcióval és súlyos jogsértések tömegével. Ehhez méltón személyi kultuszát is építeni kezdte, szobrokkal és könyvekkel megtámogatva.
1998-ra Uganda és Ruanda Kabila ellen fordult és a két ország egy Kabila-ellenes új, lázadó mozgalom, a Kongói Demokráciáért Mozgalom (RCD) mögé álltak. A kiújuló harcokban azonban Zimbabwe, Namíbia és Angola az elnököt támogatták, így Kabilának sikerült az ország déli és nyugati részein megőrizni hatalmát, majd az 1999 júliusában megkötött béke után a külföldi katonák nagy része el is hagyta az országot.

### Meggyilkolása
A béke ellenére a harcok tovább folytatódtak az országban, és 2001. január 16-án testőrségének egyik tagja, Rashidi Kasereka meggyilkolta Kabilát. A részletek szerint a kinshasai elnöki palotában, a „Fehér Házban” található fogadószobájában dolgozott egész nap jó barátjával és személyes tanácsadójával, Emile Motával, minisztereket fogadott, jegyzeteket készített. Jó hangulatban volt, mert Kadhafi líbiai elnök korábban csapatokat ígért neki a béke megteremtésére. Kora délután lépett a szobába több éve szolgálatában álló testőre, Kasereka (akit az elnök egyébként személyesen választott ki), majd közvetlen közelről háromszor rálőtt. A merénylőt néhány perccel később a személyes testőrség többi tagja lelőtte.
A későbbi nyomozások 135 embert gyanúsítottak meg és állítottak bíróság elé. Eddy Kapendét, az állítólagos főszervezőt és 25 társát halálra ítélték 2003 januárjában, a többieket vagy felmentették vagy börtönbüntetésre ítélték.